# Reinhard Philipp
Reinhard Philipp (* 28. April 1925 in Hamburg; † 12. Januar 1988 ebenda) war ein deutscher Politiker (FDP) und Hamburger Senator. 

## Leben
Philipp besuchte die Gelehrtenschule des Johanneums und ging nach dem Abitur 1943 zur Kriegsmarine. Nach seiner Rückkehr aus der Kriegsgefangenschaft studierte er Germanistik und Kunstgeschichte in Hamburg, absolvierte zusätzlich eine Schauspielausbildung und wirkte danach als Regie- und Dramaturgieassistent, Regisseur und Lehrer an einer Schauspielschule. Von 1961 bis 1963 war er künstlerischer Leiter der Kammerspiele in Neumünster.

## Politik
Philipp war FDP-Mitglied, Landesvorsitzender der Jungdemokraten, Kreis- und Bezirksvorsitzender sowie Mitglied des Landesvorstands seiner Partei. 1961 wurde er erstmals in die Hamburgische Bürgerschaft gewählt und wurde dort 1963 Geschäftsführer der FDP-Fraktion. Im April 1970 zog er in den Senat ein und übernahm dort zunächst die Kulturbehörde sowie Anfang 1971 die neu gebildete Behörde für Wissenschaft und Kunst. In dieser Funktion war er zudem Hamburger Vertreter in der Freiwilligen Selbstkontrolle der Filmwirtschaft (FSK), Rundfunkratsmitglied beim Norddeutschen Rundfunk sowie 1972 Präsident der Kultusministerkonferenz.